# Перший крайовий конкурс хорів Галичини
Перший крайовий конкурс хорів Галичини — відбувся у 1942 р. у Львові, за умов німецької окупації. Був присвячений 100-річчю від дня народження Миколи Лисенка.
До складу журі конкурсу входили професор Є. Козак, доктор Станіслав Людкевич, професор Микола Колесса, професор Йосип Москвичів, професор Ярослав Вітошинський, доктор Василь Барвінський.
Конкурс проходив у трьох номінаціях: 1) великоміські хори; 2) містечкові хори; 3) сільські хори.
Хор с. Острів під орудою Богдана Антківа посів перше місце у номінації «Сільські хори». Тодішня преса писала: «Першун у категорії сільських хорів — хор із с. Острова біля Тернополя під кермою Богдана Анткова виконав дві пісні Лисенка „Навгороді коло броду“ та „Вітер в гаї нагинає“. Своєю співацькою культурою вирізнявся помітно серед сільських хорів».
Хор «Боян Дрогобицький» з м. Дрогобича посів перше місце і був нагороджений лавровим вінком, а його диригент — спеціальною батутою. У конкурсі також брав участь хор «Станиславівський Боян» з однойменного хорового товариства, головою якого був проф. Микола Лепкий.

## Спогади очевидця
З нагоди сотих роковин народження Миколи Лисенка Інститут Народної Творчости у Львові влаштував літом 1942 р. Крайовий Конкурс Хорів. До конкурсу були допущені всі хори Галичини. Всіх разом було 450 хорів. З кожної округи виділялося по два найкращих хори. На фестиваль української пісні приїхало до Львова 1200 співаків. Цілий день у суботу перед конкурсом приїжджали вони на Головний двірець і Підзамче, одягнені в народні строї, і, мов повінь, заливали вулиці міста. Люди з захопленням зустрічали тих, що прийшли віддати шану Миколі Лисенкові. Між тими всіма, котрі приїхали вшанувати композитора, найбільш вирізнялися красою народних строїв наші гуцули. Перший виступ вони мали в Оперному Театрі, під диригуванням о. С. Сапруна.
Щоб дати можливість громадянам міста побачити цей тріумф української пісні, концерт повторився ще й у Стрийському Парку. У неділю погода була чудовою. Над Львовом висіла непорочна блакить неба. Проміння сонця золотило бані церков. Здавалося, що сам Бог наказав природі вітати гостей.
До Стрийського Парку, де мав відбуватися концерт, ще далеко перед виступом хорів сходився народ, підшукуючи собі вигідні місця. Між присутніми було багато чужинців, яких тоді У Львові жило дуже багато. То були переважно військові різних національностей. Десь біля 3-ї години почалися виступи поодиноких хорів — найкращих з найкращих. Кожний у своїх Регіональних строях. Після кожної пісні буря оплесків!
Та кульмінаційним був виступ усіх хорів. Разом співало 1200 осіб під диригуванням о. С. Сапруна. Вони виконали три пісні. Останньою, пригадую собі, була «Час додому, час». Нелегко описати той спонтанний вибух оплесків, якими присутні вітали хористів після кожної пісні. Аж дивно було дивитися на жорстоких представників «герренфольксу», що так серцями сприймали українську музику і пісню.
Український Львів переживав піднесення. Від радости у багатьох людей на очах були сльози. То був усенародний тріюмф високої мистецької української культури.